# العبارات الاصطلاحية في اللغة الإنجليزية
| الاختصارات             |
| الصفات                 |
| علم الأصوات الإنجليزية |
| المبني للمجهول         |
| الأفعال شبه الفعلية    |
| حروف الجر              |
| الأفعال المساعدة       |
| علم اللغويات           |
| العطف                  |
| التهجئة الإنجليزية     |

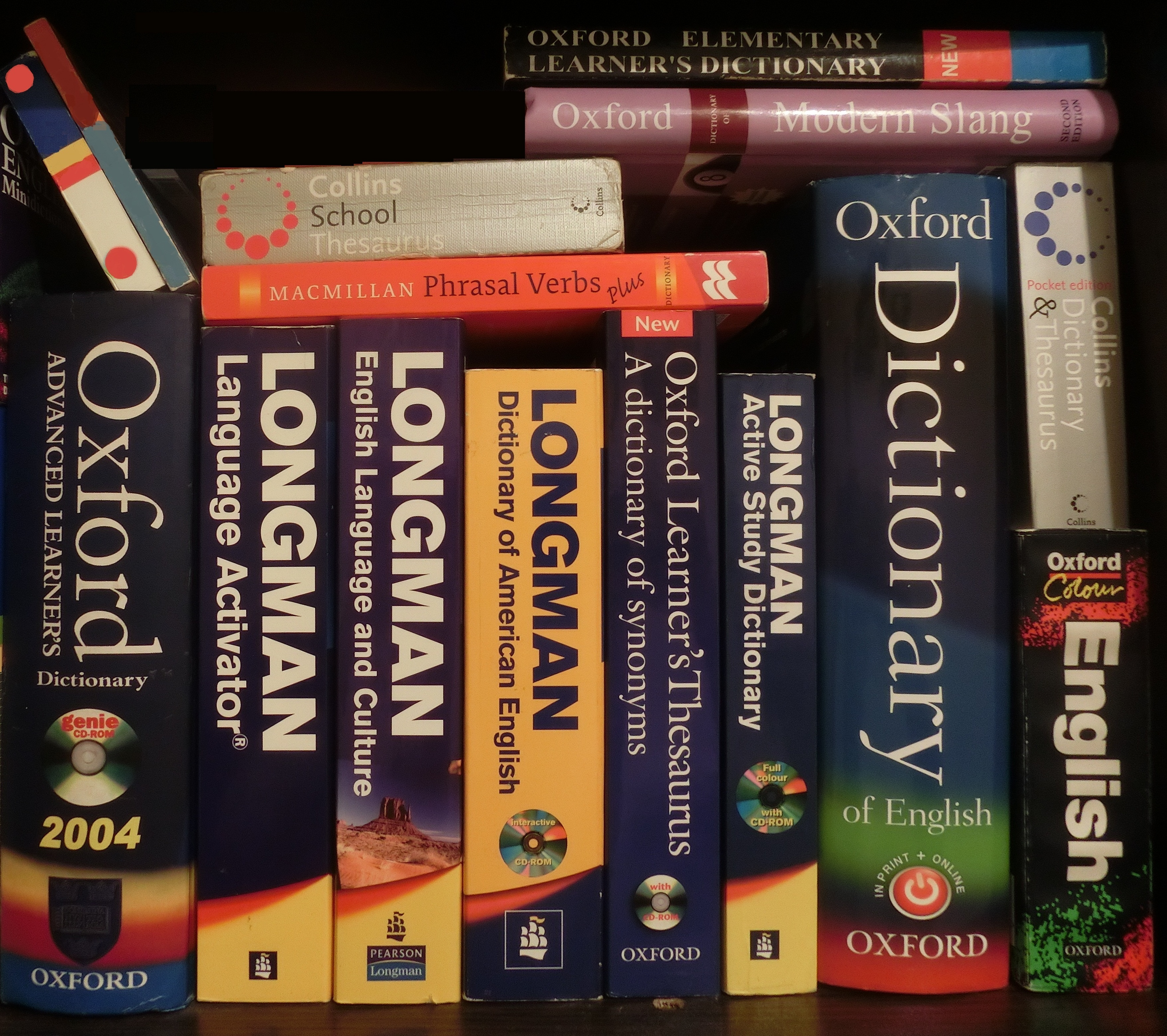
القواميس الإنجليزية وكتب المرادفات

العبارات الاصطلاحية هي كلمات أو عبارات شائعة تعطي معنى يختلف عن ما تعنيه كل كلمة بمفردها وأيضًا العبارات الاصطلاحية لها بعد ثقافي في المعنى؛ بمعنى أن للكلمات معاني تختلف عن تعريف القواميس لهذه الكلمات إذا ترجمت فردية.
وفي تعريف آخر للعبارات الاصطلاحية (idioms)، فإن العبارة هي شكل للخطاب أو التعبير عن لغة معينة تكون غريبة نحوياً أو لا يمكن فهمها من ترجمة معناها لكل كلمة فردية. على سبيل المثال، قد يفهم المتحدث باللغة الإنجليزية عبارة «ركل الدلو» "kick the bucket" ليعني «أن يموت» "to die" -بالإضافة إلى معناه العادي لركل دلو وذلك سيُفهم من السياق.
لا ينبغي ان يُخلط بين العبارات الاصطلاحية وأشكال التعبير الأخرى مثل الاستعارات والتي تستدعي صورة باستخدام المقارنات الضمنية (مثال:«رجل الحديد») والتشبيه في علم بلاغة والذي يستدعي صورة عن طريق استخدام المقارنات الصريحة (مثال:«أسرع من رصاصة سريعة») أو المبالغة وهي صورة تضخيم تتجاوز الصدق (المثال:«أخفق فيه بمقدار ميل»). وأيضاً لا يجب الخلط بينها وبين الأمثال وهي أقوال بسيطة تعبر عن الحقيقة بناءً على الحس الشائع أو الخبرات.
تحتوي اللغة الإنجليزية على آلاف العبارات الإصطلاحية،  ومعظمها غير رسمية. عادة ما يكون لدى متعلمي اللغة الإنجليزية صعوبة في فهم المعنى الحقيقي للكلمة دون الرجوع إلى المعاني في القواميس الاصطلاحية.
العبارات الإصطلاحية هي أداة مفيدة في علم اللغة. تضيف الحياة واللون إلى النثر. يسمح للمؤلفين باللعب بالكلمات وجعلها عند القراءة مثيرة للاهتمام، بدلاً من فقرات مملة مباشرة. وكثيرا ما تستخدم العبارات الإصطلاحية في القصص والقصائد وحتى في الكلام المنطوق. إن أصول هذه العبارات الإصطلاحية ليست معروفة في أحيان كثيرة، ولكن يُقال إنها تنشأ من القصص والكتابة الإبداعية، ويتم تعديلها بمرور الوقت.

## أكثر العبارات الاصطلاحية شيوعاً في اللغة الإنجليزية
| العبارات الاصطلاحية                         | المعنى                                                          |
| ------------------------------------------- | --------------------------------------------------------------- |
| A blessing in disguise                      | تعني شيء جيداً بدا سيئًا في بدايته                                |
| A dime a dozen                              | تعني شيء شائع جدًا، وليس فريد.                                   |
| Adding insult to injury                     | مما زاد الطين بلة (جعل الوضع أسوأ مما هو عليه)                  |
| Beat around the bush                        | تجنب مشاركة وجهة نظرك الحقيقية أو مشاعرك لأنها مزعجة.           |
| Beating a dead horse                        | إعطاء الوقت أو الطاقة لشيء انتهى.                               |
| Best of both worlds                         | عندما يكون الحل بجمع بين مزايا شيئين متناقضين.                  |
| Bite the bullet                             | التواجد في موقف غير مريح وروتيني لكنك بالحاجة إلى الانتهاء منه. |
| By the skin of your teeth                   | شيء بالكاد انتهى منه.                                           |
| Don’t judge a book by its cover             | لا نحكم على الكتاب من الغلاف أي لا نأخذ بالمظاهر                |
| Don’t count your chickens before they hatch | لا تعتمد على شيء قبل حدوثه بالفعل.                              |
| Costs an arm and a leg                      | شيء مبالغ فيه أو مكلف للغاية.                                   |
| Devil’s advocate                            | محامي الشيطان وهو اتخاذ الجانب المضاد أو تقديم وجهة نظر بديلة.  |
| Once in a blue moon                         | شيء نادر الحدوث                                                 |
| Piece of cake                               | مهمة سهلة الإكمال                                               |
| Pulling someone’s leg                       | المزاح مع شخص ما                                                |
| Speak of the devil                          | عندما يصل الشخص الذي تحدثت عنه للتو                             |
| Stealing someone’s thunder                  | أخذ الفضل في إنجازات شخص آخر                                    |
| The elephant in the room                    | مشكلة أو شخص يحاول شخص ما تجنبها                                |
| Throwing caution to the wind                | كون الشخص متهور أو مخاطر                                        |
| Going on a wild goose chase                 | القيام بشيء تافه                                                |
| Fit as a fiddle                             | أن تكون في صحة جيدة                                             |
| Getting a taste of your own medicine        | تعامل بنفس الطريقة التي تعامل بها الآخرين                       |
| Feeling under the weather                   | شعور غير جيد أو الشعور بالمرض                                   |
| Letting the cat out of the bag              | قول سر للآخرين                                                  |
| a bitter pill                               | خبر غير جيد ولكن يجب قبوله                                      |
| a hot potato                                | قضية مثيرة للجدل أو موقف غريب أو غير مريح للتعامل معه           |
| a sandwich short of a picnic                | الافتقار إلى الذكاء                                             |
| bird brain                                  | شخص ليس ذكي جدا ويتصرف بغباء                                    |
| bite off more than one can chew             | تحمل المسؤولية أكبر من الإمكان                                  |
| bite the dust                               | تعبير ملطف عن الموت                                             |
| break a leg                                 | حظا سعيدا                                                       |
| burn the midnight oil                       | العمل في وقت متأخر من الليل                                     |
| cut the cheese                              | إخراج الريح من الإنسان                                          |
| cut a rug                                   | أن يرقص                                                         |
| cut the mustard                             | الأداء جيداً وتلبية التوقعات                                     |
| don't have a cow                            | لا تبالغ في ردة فعلك                                            |
| Dead Ringer                                 | متطابق مئة في المئة                                             |
| feeding Frenzy                              | هجوم عدواني على شخص ما من قبل مجموعة                            |
| Field Day                                   | يوم ممتع أو ظرف                                                 |
| Finding Your Feet                           | عندما تصبح أكثر راحة في كل ما تقوم به.                          |
| Get ducks in a row                          | تنظيم أشيائك جيداً                                               |
| Keep your fingers on the pulse              | عندما تكون بعلم دائم بأحدث التطورات                             |
| Mean business                               | أن تكون جادًا بشأن ما تعلنه                                      |
| Get the axe                                 | فقد الوظيفة                                                     |

## تعريف العبارات الاصطلاحية (IDIOMS)
العبارات الاصطلاحية هي عبارة أو قول أو مجموعة كلمات لها معنى مجازي غير حرفي، وذلك أصبح مقبولًا في الاستخدام الشائع.
إن المعنى الرمزي للكلمة مختلف تمامًا عن المعنى الحرفي. هناك عدد كبير من العبارات الاصطلاحية تستخدم بشكل شائع في جميع اللغات. هناك ما يقدر بنحو 25000 تعبير اصطلاحي في اللغة الإنجليزية.
العبارات الاصطلاحية في الواقع تطور اللغة فهى اللبنات الأساسية للغة والحضارة. لديهم أيضا كثافة كبيرة لجعل لغة مثيرة للاهتمام وديناميكية. التعابير تعطي توضيح مذهل للكلام اليومي. وتوفر رؤية مثيرة للاهتمام حول استخدام الكلمات واللغات وعمليات التفكير للمتحدثين. وتعطي شعور بالغموض والمرح عند استخدام العبارات الاصطلاحية.

### ما الذي يجعل العبارات الاصطلاحية صعبة؟[18]
الجواب هو «معناها». لا يسهل فهم العبارات الاصطلاحية خاصة بالنسبة لغير الناطقين بها، لأن معانيها عادة ما تكون مجازية. هذه الخاصية من التعابير تجعلها غريبة وصعبة الفهم لمتعلمي اللغة الإنجليزية.

### بعض أحدث العبارات الاصطلاحية[18]
- kick the can down the road: تجنب التعامل مع مشكلة على أمل أن تصبح مشكلة شخص آخر ليقوم بحلها
- pat on the back: الإعراب عن الثناء على عمل جيد
- heart touching: شيء يجعلك سعيد أو يلامس عواطفك
- tick off: يضع علامة على أن الشيء انتهى أو يغضب أو يهين الشخص
- mull over: تأخذ وقت طويل لإعطاء رد أو التفكير بجدية